# Cristina Guilhermina de Hesse-Homburgo
Cristina Guilhermina de Hesse-Homburgo (em alemão:  Christine Wilhelmine; Bingenheim, 30 de junho de 1653 — Grabow, 16 de maio de 1772) foi uma princesa de Hesse-Homburgo por nascimento e duquesa consorte de Meclemburgo-Grabow pelo seu casamento com Frederico de Meclemburgo-Grabow.

## Família
Cristina Guilhermina foi a primeira filha e segunda criança nascida de Guilherme Cristóvão, Conde de Hesse-Homburgo e de sua primeira esposa, Sofia Leonor de Hesse-Darmstadt. Os seus avós paternos eram Frederico I, Conde de Hesse-Homburgo e Margarida de Leiningen-Westerburg. Os seus avós maternos eram o conde Jorge II de Hesse-Darmstadt e Sofia Leonor da Saxónia.

## Biografia
No dia 28 de maio de 1671, aos 17 anos, Cristina Guilhermina casou-se com o duque Frederico, de 33 anos, em Weferlingen, na Saxônia-Anhalt. Ele era filho de Adolfo Frederico I, Duque de Meclemburgo-Schwerin e de Maria Catarina de Brunsvique-Dannenberg.
O casal teve quatro filhos, três meninos e uma menina.
A duquesa faleceu aos 68 anos, no dia 16 de maio de 1722, e foi enterrada em Schelfkirche St. Nikolai, em Schwerin.

## Descendência
1. Frederico Guilherme de Meclemburgo-Schwerin (28 de março de 1675 – 31 de julho de 1713), foi marido de Sofia Carlota de Hesse-Cassel. Teve apenas filhos ilegítimos;
2. Carlos Leopoldo de Meclemburgo-Schwerin (26 de setembro de 1678 – 28 de novembro de 1747), foi casado três vezes. Teve descendência;
3. Cristiano Luís II de Meclemburgo-Schwerin (15 de maio de 1683 – 30 de maio de 1756), foi casado com Gustava Carolina de Meclemburgo-Strelitz, com quem teve cinco filhos;
4. Sofia Luísa de Meclemburgo-Schwerin (16 de maio de 1685 – 29 de julho de 1785), foi rainha da Prússia como a terceira esposa de Frederico I da Prússia, mas não teve filhos.